# Dieter Dorner

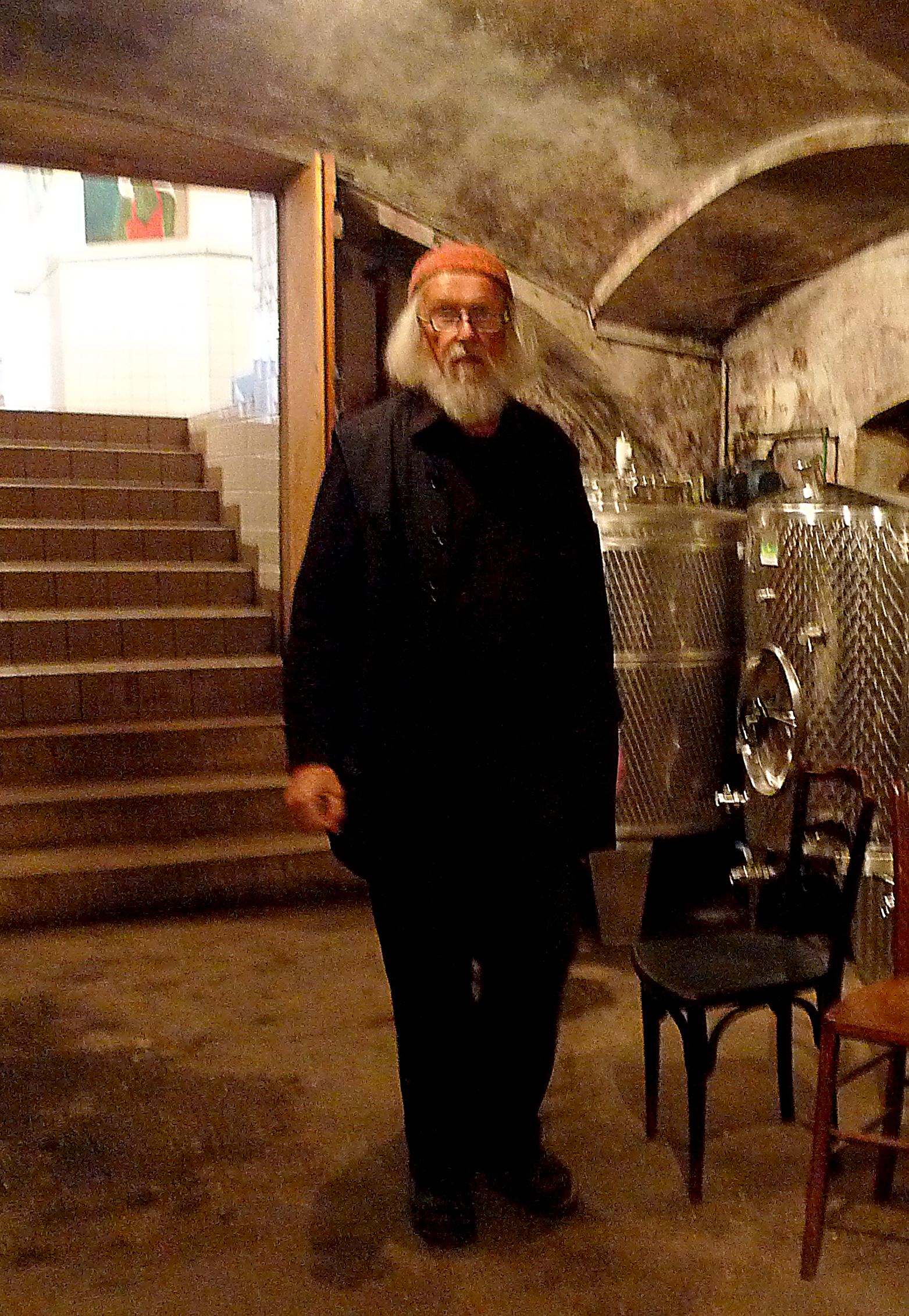
Dieter Dorner 2010 in seinem Weinkeller in Mureck

Dieter Dorner (* 25. September 1943 in Wien; † 17. April 2012 in der Mönchsrepublik Athos, Griechenland) war ein österreichischer Hörfunkmoderator des ORF und Bioweinbauer.

## Karriere
Dieter Dorner studierte an der Akademie für darstellende Kunst in Graz Schauspiel und Regie. Im Jahre 1965 gründete und leitete er das Junge Theater Graz. Ein Jahr darauf, 1966, wurde er Radiosprecher bei Radio Graz. Bald moderierte er den „Ö3 Wecker“, „Wer weiß mehr“, „Disc Ö3“ und andere Sendungen.
Ab 1975 wurde er beim ORF mit dem Aufbau der ersten Konsumentenredaktion „Help – Das Konsumentenmagazin“ betraut. Nach seiner Übersiedlung nach Klagenfurt 1981 wurde er beim Kärntner Landessender des ORF Leiter der Abteilungen Jugend, Gesellschaft und Familie sowie Religion. Er wurde mit der Aufgabe betraut, in Kärnten den ersten Ö3-Lokalsender auszubauen.
1987 wurde er beim ORF in Wien Hauptabteilungsleiter für Unterhaltung und Ö3-Programmleiter, 1988 Leiter der Arbeitsgemeinschaft deutschsprachiger Unterhaltungssender in der Europäischen Rundfunkunion sowie Vorsitzender der Arbeitsgemeinschaft Verkehrsfunk ARD, SRG und ORF.
Im Jahr 1992 zog er sich zurück und war nur noch zeitweise als Moderator bei Radio Steiermark tätig. Für die Sendung „Erfüllte Zeit“, die jeden Sonntagmorgen in Ö1 ausgestrahlt wurde, sprach er das jeweilige Sonntagsevangelium bzw. den evangelischen Predigttext.
Seit Jahrzehnten war er der Mönchsrepublik Athos persönlich sehr verbunden. Dorner wurde im Kloster Hilandar getauft. Als dieses im März 2004 durch einen Brand schwer beschädigt wurde, organisierte er eine Hilfsaktion für den Wiederaufbau.
Dieter Dorner lebte zuletzt in Mureck und beschäftigte sich neben vielen anderen Aktivitäten mit Bioweinbau im familieneigenen Weingarten in Sladki Vrh in Slowenien unweit von Mureck. Seine Frau Helen ist Ärztin. Das Ehepaar hat vier Kinder.

## Auszeichnungen
- Zweimal das Goldene Mikrofon für herausragende Moderatorenleistung und die Sendung „Help – Das Konsumentenmagazin“
- Großer Österreichischer Naturschutzpreis „Grüner Ast“ (Preis für Berichte zu landschaftsgerechtem Bauen) 1981